# Gandhi Jayanti
Gandhi Jayanti ist einer von drei offiziellen indischen Nationalfeiertagen. Er wird jährlich am 2. Oktober, dem Geburtstag im Jahr 1869 des als Vater der Nation verehrten Mahatma Gandhi (bürgerlicher Name: Mohandas Karamchand Gandhi), in allen indischen Bundesstaaten und Unionsterritorien begangen.
Der Tag ist dem Gebet gewidmet, dem stillen und dem öffentlichen. Neben organisierten Gedenkveranstaltungen regionaler Regierungen und privater Schulen und Institutionen ist das Raj Ghat in Delhi, der zum Gedenkplatz gestaltete Ort der Leichenverbrennung Gandhis, der zentrale Gedenkort. Der Todestag war der 30. Januar 1948.
Es ist üblich, Gandhis Lieblingslied Raghupathi Raghava Rajaram in Erinnerung an ihn zu singen oder abzuspielen.